# Désobéissance
Désobéissance — одинадцятий студійний альбом французької співачки Мілен Фармер, реліз якого відбувся восени 2018 року на лейблі Sony.

## Сингли
В підтримку альбому вже було випущено два сингли. Перший «Rolling Stone» був випущений 19 січня 2018 року. Пісня була тепло прийнята критиками і слухачами, миттєво зайнявши лідируючу позицію у чарті iTunes, а також ставши рекордним шістнадцятим синглом №1 для Мілен в національному чарті Франції. Другий сингл «N’oublie pas», записаний у дуеті з американською співачкою LP, був випущений 22 червня 2018 року. 

## Список композицій
| #   | Назва                     | Автор слів    | Автор музики                                                                                              | Тривалість |
| --- | ------------------------- | ------------- | --- | ---------- |
| 1.  | «Rolling Stone»           | Mylène Farmer | Feder, Johanna Iser, Peter Hoppe, Anastassia Zimmerman, Ashley Hicklin, Kimberley Sawford, Quentin Segaud | 3:45       |
| 2.  | «Sentimentale»            | Farmer        | | 4:16       |
| 3.  | «Désobéissance»           | Farmer        | | 3:59       |
| 4.  | «N’oublie pas» (feat. LP) | Farmer, LP    | LP, Mike Del Rio, Nate Campany                                                                            | 3:44       |
| 5.  | «Histoire de fesses»      | Farmer        | | 1:57       |
| 6.  | «Get up Girl»             | Farmer        | | 3:37       |
| 7.  | «Prière»                  | Farmer        | | 3:34       |
| 8.  | «Au lecteur»              | Farmer        | | 3:15       |
| 9.  | «Des larmes»              | Farmer        | | 3:48       |
| 10. | «Parler d'avenir»         | Farmer        | | 3:31       |
| 11. | «On a besoin d'y croire»  | Farmer        | | 3:48       |
| 12. | «Retenir l'eau»           | Farmer        | | 4:13       |